# Joan de Kent
Joan, Contesă de Kent (29 septembrie 1328 – 7 august 1385), a fost prima Prințesă de Wales engleză. Cronicarul francez Jean Froissart a numit-o "cea mai frumoasă femeie din tot regatul Angliei și cea mai iubită".

## Primii ani
Joan a fost fiica lui Edmund de Woodstock, Conte de Kent și a soției acestuia, Margaret Wake, Baroneasă Wake de Liddell, și nepoată a regelui Eduard I al Angliei.
Tatăl ei Edmund a fost fratele vitreg mai mic al regelui Eduard al II-lea al Angliei. Sprijinul pe care Edmund l-a acordat regelui l-a pus în conflict cu regina, Isabela a Franței, și cu iubitul ei, Roger Mortimer, Conte de March. După detronarea lui Eduard, Edmund a fost executat iar mama Joanei împreună cu copiii ei au fost arestați la Castelul Arundel când Joan avea numai doi ani. Văduva contelui avea în grijă patru copii.
Verișorul primar al Joanei, noul rege Eduard al III-lea, a preluat responsabilitatea pentru familie și a avut grijă de ei. Soția lui, regina Philippa (care era de asemenea verișoară de-a doua a Joanei), era cunoscuă pentru inima ei bună iar Joan a crescut la curte unde s-a împrietenit cu verișorii ei, inclusiv cu Eduard, Prințul Negru.

## Căsătorii
În 1340, la vârsta de 12 ani s-a căsătorit cu Thomas Holland, Conte de Kent fără să obțină consimțământul regal necesar rangului ei.  Iarna următoare, (1340 sau 1341), în timp de Holland era pe mare, familia a obligat-o să se căsătorească cu William Montacute, fiu și moștenitor al primului conte de Salisbury. Mai târziu, Joan a afirmat că ea nu a dezvăluit secretul căsătoriei cu Thomas Holland deoarece îi era teamă ca el să nu fie executat pentru trădare. De asemenea, ea poate a fost convinsă că căsătoria anterioară a fost nulă.
Adesea Joan este identificată drept contesa de Salisbury, despre care legenda spune că l-a inspirat pe Eduard al III-lea să fondeze Ordinul Jartierei. E la fel de posibil, totuși, ca această contesă să fi fost soacra ei, Catherine Montacute, Contesă de Salisbury.
Câțiva ani mai târziu, Thomas Holland s-a întors din Cruciade îmbogățit și povestea anterioară cu relația dintre el și Joan a ieșit la suprafață. Thomas a apelat la Papă și a mărturisit regelui despre căsătoria secretă. Când contele de Salisbury a descoperit că Joan susține cauza lui Holland, el a ținut-o prizonieră în casă.
În 1349, Papa Clement al VI-lea a anulat căsătoria dintre Joan și William; Joan s-a întors la Thomas cu care a trăit următorii 11 ani. Copiii lor au fost:
1. Thomas Holland, al 2-lea Conte de Kent,
2. John Holland, Duce de Exeter
3. Joan Holland (1356-1384), care s-a căsătorit cu John V, Duce de Bretania (1339-1399)
4. Maud Holland (1359-1391), care s-a căsătorit cu Waleran III de Luxembuurg, Conte de Ligny (1355-1415)
5. Edmund (c. 1354), care a murit în copilărie

În 1352, când ultimul frate al Joanei a murit, ea a devenit Contesă de Kent și Lady Wake of Liddell.

## Căsătoria în cadrul familiei regale
În ciuda dovezilor de afecțiune ale Prințului Negru pentru Joan, părinții lui nu erau în favoarea unei căsătorii. Regina Philippa care l-a început a plăcut-o pe Joan era preocupată de reputația Joanei. În plus, uniunea celor doi era interzisă din cauza gradului de consanguitate.
Căsătoria secretă despre care se spune că cei doi au făcut-o în 1360 ar fi fost invalidă tocmai din cauza consanguității. La cererea regelui, Papa a garantat o dispensă permițând celor doi o căsătorie legală. Ceremonia oficială prezidată de arhiepiscopul de Canterbury a avut loc la 10 octombrie 1361 la Castelul Windsor în prezența regelui și a reginei. 
În 1362, Prințul Negru a fost investit Prinț de Aquitania, o regiune din Franța care aparținea Coroanei Angliei de la căsătoria Eleanorei de Aquitania cu regele Henric al II-lea. El și Joan s-au mutat la Bordeaux, capitala regiunii, unde au petrecut nouă ani. Doi fii ai cuplului regal s-au născut în Franța; fiul lor cel mare, numit Eduard după tată și bunic a murit la vârsta de șase ani.
În jurul nașterii fiului lor cel mic, Richard, Prințul a fost atras într-un război în numele regelui Pedro al Castiliei. Lupta care a urmat a fost una dintre cele mai mari victorii ale Prințului Negru, dar regele Pedro a fost ucis mai târziu și nu au existat bani pentru plata trupelor. Între timp, Prințesa a fost nevoită să ridice o altă armată pentru că dușmanii Prințului amenințau Aquitania în absența acestuia.
În 1371, Prințul Negru n-a mai putut să-și facă datoria ca Prinț de Aquitania și s-a întors în Anglia unde ciuma făcea victime. În 1372 el a forțat o încercare de a păstra posesiunile franceze ale tatălui său; sănătatea sa a fost distrusă. La 7 iunie 1376, cu o săptămână înainte de a împlini 46 de ani, Prințul Negru a murit în patul său din Westminster.
Următorul în linie pentru a-i succedat regelui Eduard al III-lea era fiul Joanei. Eduard al III-lea a murit la 21 iunie 1377 iar Richard în vârstă de zece ani a devenit rege.
Joan a murit la castelul Wallingford la vârsta de 56 de ani și a fost înmormântată conform dorinței ei la Greyfriars lângă primul si soț.